# Biyan Moghanloo
Biyan Moghanloo (21 de octubre de 1969) es un deportista iraní que compitió en taekwondo.
Ganó una medalla en el Campeonato Mundial de Taekwondo de 1995, y dos medallas en el Campeonato Asiático de Taekwondo en los años 1992 y 1996. En los Juegos Asiáticos de 1998 consiguió una medalla de bronce.

## Palmarés internacional
| Campeonato Mundial  | Campeonato Mundial     | Campeonato Mundial | Campeonato Mundial |
| Año                 | Lugar                  | Medalla            | Categoría          |
| ------------------- | ---------------------- | ------------------ | ------------------ |
| 1995                | Manila (Filipinas)     | Medalla de bronce  | –64 kg             |
| Juegos Asiáticos    |                        |                    |                    |
| Año                 | Lugar                  | Medalla            | Categoría          |
| 1998                | Bangkok (Tailandia)    | Medalla de bronce  | –64 kg             |
| Campeonato Asiático |                        |                    |                    |
| Año                 | Lugar                  | Medalla            | Categoría          |
| 1992                | Kuala Lumpur (Malasia) | Medalla de bronce  | –64 kg             |
| 1996                | Melbourne (Australia)  | Medalla de oro     | –64 kg             |